# Отриколи
Отриколи (итал. Otricoli) — коммуна в Италии, располагается в регионе Умбрия, подчиняется административному центру Терни.
Население составляет 1811 человек (на 2000 г.), плотность населения составляет 66,4 чел./км². Занимает площадь 27,27 км². Почтовый индекс — 5030. Телефонный код — 0744.
Покровителем коммуны почитается святой Виктор. Праздник ежегодно празднуется 14 мая.
В 1775 году в городке проводились  раскопки, организованные Папой Римским Пием VI. Был найден древнеримский мраморный бюст, получивший именование Зевс Отриколийский (Зевс из Отриколи). Бюст доступен для осмотра в зале Ротонда музея Пио-Клементино, одного из музеев Ватикана.